# N.R.F.B
N.R.F.B (pour Nuclear Raped Fuck Bomb) est un groupe de synthpunk allemand, originaire de Hambourg.

## Histoire
N.R.F.B est fondée en 2011 parallèlement aux dernières publications de Kommando Sonne-nmilch. À l'origine, il est composé de Jens Rachut et l'actrice Lisa Hagmeister, qui assurent le chant, le guitariste et bassiste Thomas Wenzel (Die Sterne et Die Goldenen Zitronen), le batteur Mense Reents (Die Goldenen Zitronen) et le guitariste Frank Norman Stubbs (Leatherface). Ils sortent la même année l'EP Nuclear Raped Fuck Bomb chez Major Label.
Le premier album Trüffelbürste paraît en 2013. Il est enregistré avec trois batteurs : avec Reents, il y a Armin Nagel (également membre de Kurt et Oma Hans) et Jakobus Durstewitz (JaKönigJa). Le reste de la distribution change aussi : la claviériste Rebecca Oehms (Alte Sau) rejoint le groupe, Stubbs part. Le groupe participe au Festival Fusion.

## Discographie
- 2011 : Nuclear Raped Fuck Bomb (EP, Major Label)
- 2013 : Trüffelbürste (Staatsakt/Major Label)

## Source de la traduction
- (de) Cet article est partiellement ou en totalité issu de l’article de Wikipédia en allemand intitulé « N.R.F.B » (voir la liste des auteurs).